# 공생

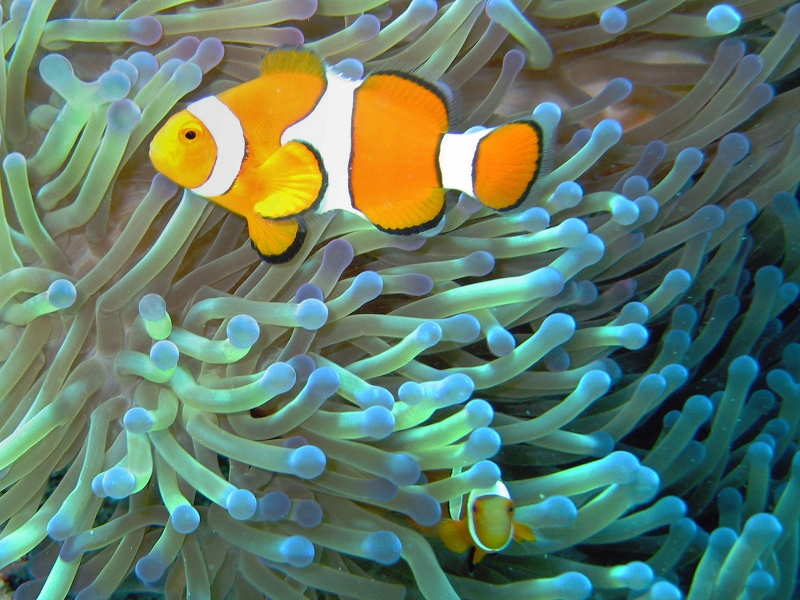
상리공생 관계인 흰동가리와 말미잘

공생(共生, 영어: symbiosis)은 생물학 관점에서 각기 다른 두 개나 그 이상 수의 종이 서로 영향을 주고 받는 관계를 일컫는다. 공생의 종류로는 크게 상리공생, 편리공생, 편해공생, 기생이 있고 세부적으로 나누면 더부살이공생, 운반공생 등이 있다.

## 공생의 유형
공생 현상 중 이해 관계가 이해하기 쉬운 것으로는 그것을 나타내는 이름을 부여하고 있다.
- 상리공생 (相利共生, Mutualism) - 쌍방의 생물종이 이 관계에서 이익을 얻을 경우
- 편리공생 (片利共生, Commensalism) - 한쪽만이 이익을 얻는 경우
- 편해공생 (片害共生, Amensalism) - 한쪽만이 피해를 입고, 다른 한쪽은 아무 영향 없는 경우
- 기생 (寄生, Parasitism) - 한쪽에만 이익이 되고, 상대방이 피해를 입는 경우, 무당벌레, 나비, 나방애벌레에 기생하는 고치벌이나 기생파리처럼 숙주를 죽게 한다.

그러나 이러한 상호 관계 사이에는 명확한 경계가 있는 것이 아니라 같은 생물의 조합으로 시간적으로 이해 관계가 변화하고, 환경 요인적 영향 관계가 변화하는 경우도 있다. 또한 동일한 현상에도 주목하는 시간과 공간의 가늠자에 의해 피해도, 유익도 보여지는 경우가 있다. 공생은 이해 관계에 따라 단순하게 분류할 수 있는 것은 아니다.
상리공생만이 공생은 아니다. 이해 관계는 변하기 있고, 관찰하기 곤란한 이해 관계를 고려하지 않고, 여러 종류의 생물이 상호 관계를 가지면서 같은 곳에서 생활하고 있는 상황을 모두 공생이라고 부른다.

## 공생의 예

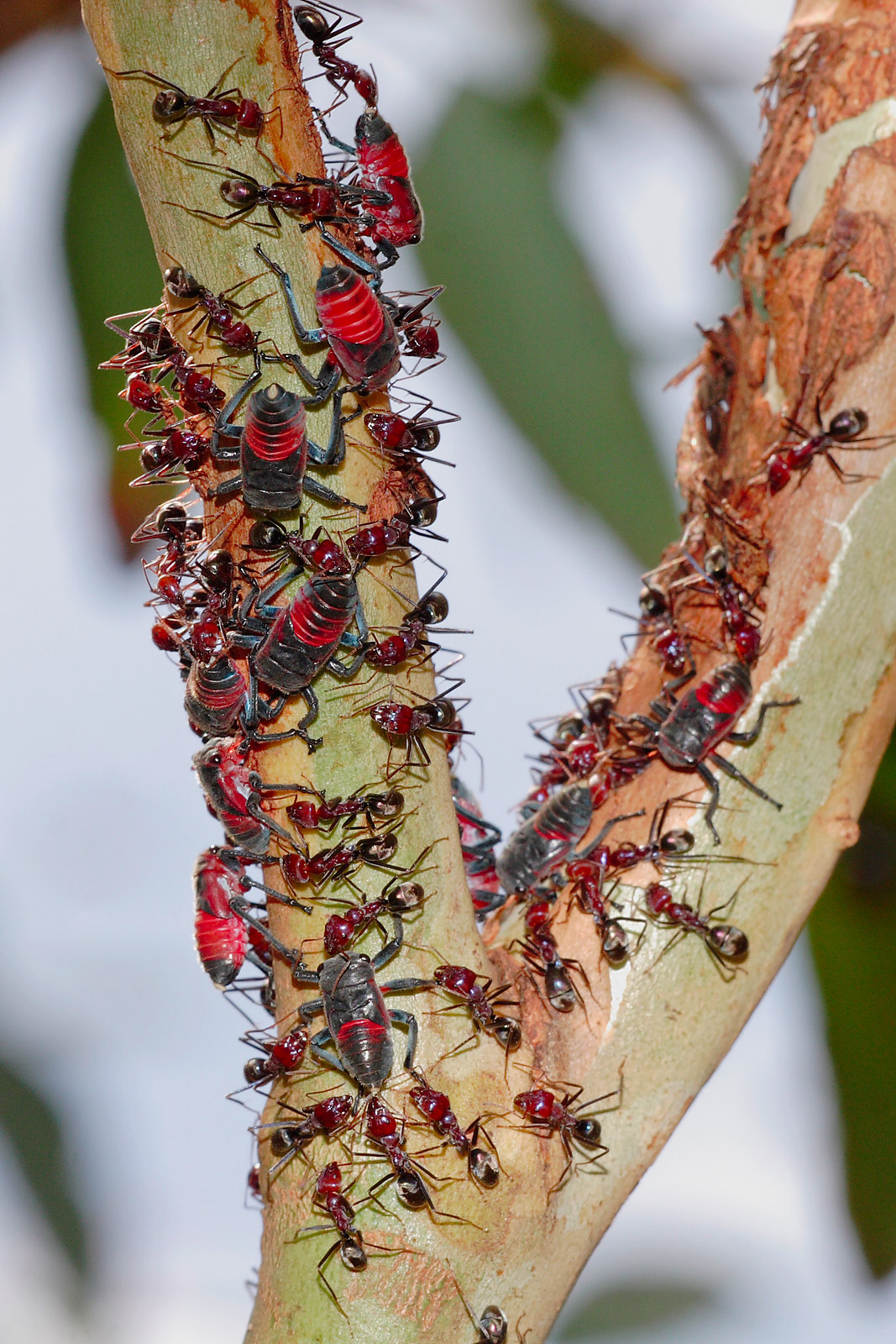
고기개미의 보호를 받는 진딧물

#### 개미와 진딧물
정원의 단풍나무 밑동에 온통 진흙이 묻은 경우를 볼 수 있는데, 이것은 고동털개미에 의한 현상이다. 진흙을 헤치고 보면 개미가 왔다갔다 하고 있고 줄기에는 진딧물이 많이 붙어 있는데, 이와 같이 개미가 왔다갔다 하는 것은 진딧물이 항문으로 배설하는 달콤한 액을 핥기 위해서이다. 이 외에도 여러 종류의 개미와 진딧물과의 관계가 널리 인정되고 있으며, 개미는 여러 가지 형태로 진딧물을 보호한다. 예를 들면, 겨울이 되기 전에 진딧물의 알을 집 속으로 끌어들이는 개미도 있다. 이와 같이 두 종류가 어떤 형태로든지 서로 이익을 교환하고 있는 공동 생활을 ‘공생’이라고 한다.

#### 흰개미
많은 종류의 흰개미의 소화관에는 원생동물의 편모충류가 공생하고 있는데, 이들 편모충류는 셀룰로스를 분해하여 흰개미에게 양분을 공급한다. 즉, 흰개미 자신은 셀룰로스를 분해할 수 없으나 편모충류의 덕택으로 식물 섬유를 먹이로 하여 살아갈 수 있는 것이다.

#### 흰동가리
흰동가리라는 작은 물고기는 산호말미잘의 촉수 사이를 자유롭게 헤엄쳐다닌다. 말미잘의 촉수에는 독을 뿜는 자세포가 있어서 그것을 건드리는 작은 물고기 등을 찔러 먹는다. 그러나 횐동가리는 이 독에 대하여 면역성이 있기 때문에 말미잘을 적으로부터 몸을 지키는 보호물로 삼고 있다. 또한 말미잘이 먹다 남는 것을 먹으며, 때로는 촉수에게 붙잡혀 있는 먹이를 먼저 먹는 일도 있다고 한다. 한편, 말미잘은 흰동가리가 입에 물었으나 너무 커서 떨어뜨린 먹이를 이용한다.

#### 숨이고기
숨이고기라는 작은 고기는 해삼의 항문 속에 숨어 사는데, 숨이고기는 해삼의 체내로 물과 함께 들어오는 미소한 먹이를 먹는다. 이 경우 해삼은 숨이고기로부터 아무런 이익도 받지 않으므로, 이러한 경우를 '편리 공생'이라고 한다. 이에 대하여 보통 이익을 서로 주고 받는 공생 관계를 상리 공생이라고 한다. 한편 숨이고기에 가까운 어떤 종류는 숨이고기와 마찬가지로 해삼의 몸 속에 사는데, 그 내부를 점차 먹으므로 확실히 기생자라고 할 수 있는 예도 있다. 이와 같이, 공생과 기생도 엄밀하게 구분하기는 어려우며, 공생과 기생 모두 두 종류의 생물이 관계하는 특수한 경우이다. 

## 상리공생

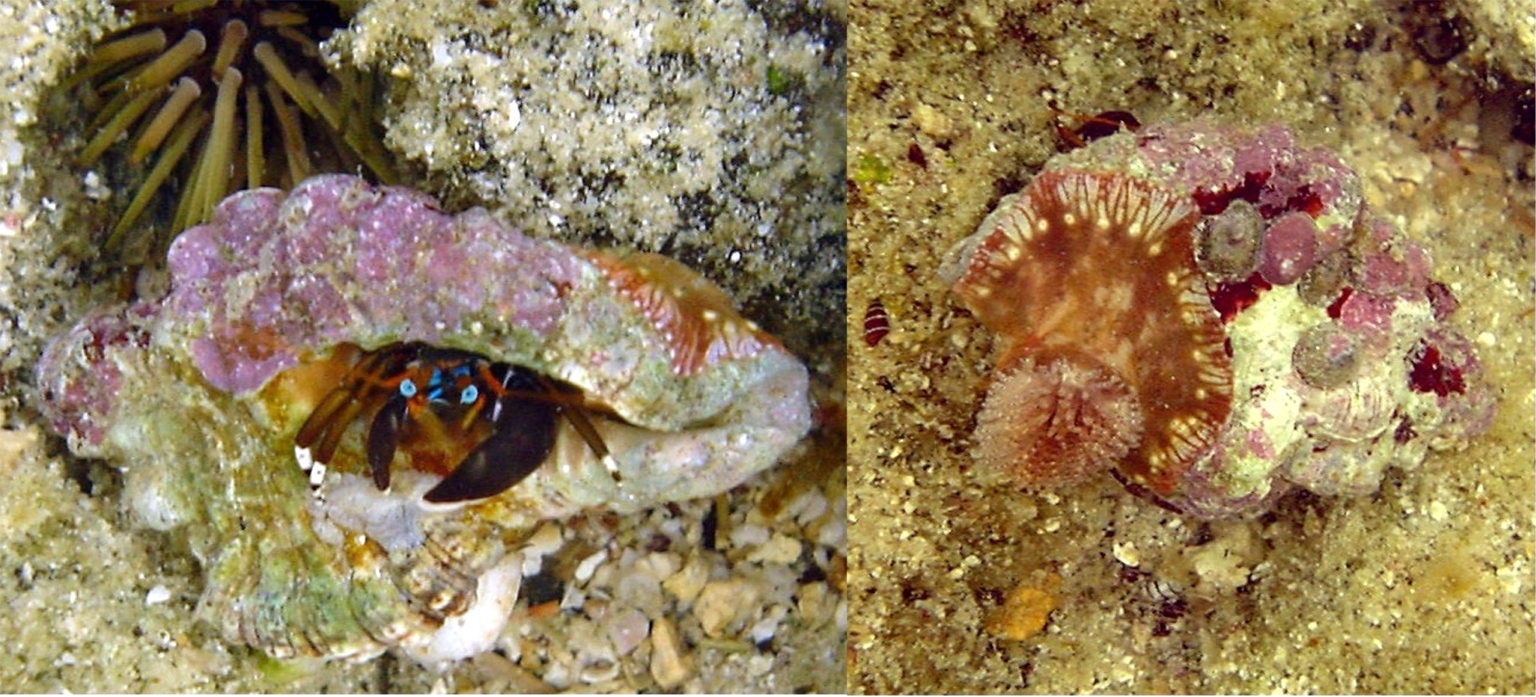
소라게, Calcinus laevimanus,와 바다 말미잘

각기 다른 두개나 그 이상 수의 종이 상호작용을 통해 모두 이익을 얻는 공생관계를 일컫는다.
예로, 흰개미와 흰개미의 내장속에 사는 원생동물(원생동물이 흰개미가 먹는 섬유질을 소화시켜주고 흰개미에게서 먹이와 집을 얻는다)이 있다.
상리공생은 종간 경쟁과 비교 할 수 있다. 종간 경쟁은 어떤 다른 종을 희생해서 이익을 위해 각 종 적응력과 종이 획득할 수 있는 이익은 상리공생과는 반대로 감소한다.
상리공생은 생태학적으로 중요한 관계이다. 예를 들어 70% 이상의 육상 식물의 뿌리에 균근균이 공생하고 있으며, 식물은 무기 화합물과 미량 원소를 균근균에서 받는 한편, 균근균은 식물에서 광합성 산물을 받고 있다. 이와 같이, 상리공생은 지구 생태계 기능에서 필수적이라고 할 수 있다.
또한 상리공생은 생물의 진화를 촉진하고 있다고 생각된다. 예를 들어, 실행 등으로 대표되는 꽃 모양은 꽃가루 매개자 모양과 행동에 따라 수분율이 올라갈 수 있도록 모양이 발전하고 또한 꽃가루를 옮기는 동물도 벌꿀 등을 얻기 쉬운 형태로 진화하여 공진화가 일어나고 있는 것으로 생각된다. 그러나 상리공생에 의한 진화의 촉진 효과는 다른 종 사이의 관계(포식 - 피식 관계와 기생 등)에 의한 개발 촉진 효과보다 작은 것으로 생각된다.

## 편리공생

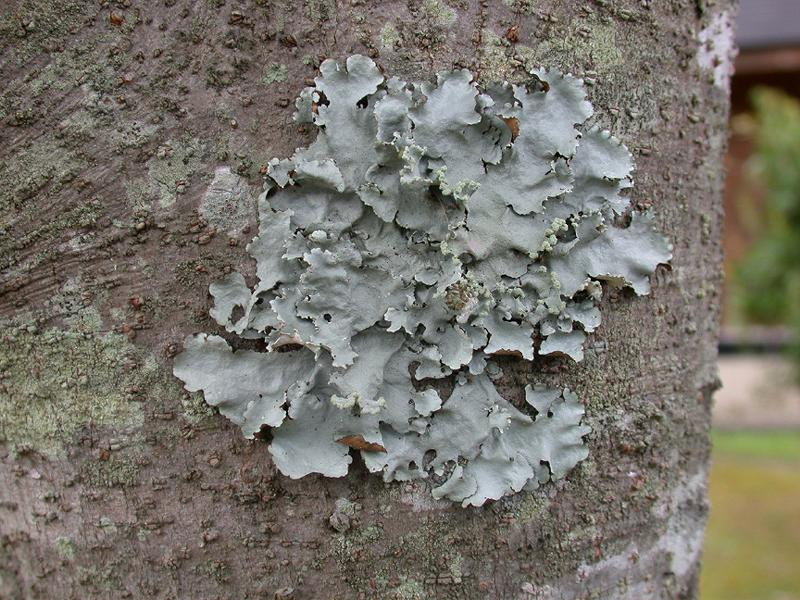
균류와 조류의 공생생물인 이끼. 이 관계는 절대적 상리공생에 해당한다.

각기 다른 두 개나 그 이상 수의 종이 상호작용을 통해 일부의 종만 이익을 얻는 공생관계를 일컫는다. 편리 공생에 포함되는 것 중에는 장기간 의존성이 지속되는 것으로부터, 단기간의 공생 관계로 끝나는 것까지 다양한 종류가 있다.
예들 들어, 일반 상어와 빨판상어, 고래의 피부에 사는 따개비가 있다.
‘편승’(Phoresy)은 단순히 이동을 위해서 한 종이 다른 종에 붙어 있는 관계를 말한다. 예를 들어, 곤충(딱정벌레, 파리, 벌 등)에 달라붙는 진드기 및 포유류와 딱정벌레에 달라붙는 게벌레, 조류에 달라붙는 노래기 등이 있다. 이 편승은 반드시 행해지는 경우와 환경 조건에 따라 수행되는 경우가 있다. ‘착생’(Inquilinism)은 다른 생물을 주거지로 생활하는 유형의 편리공생을 말한다. 나무에 착생하는 난초과와 나무 가지에 정착하는 조류 등을 예로 들 수 있다. ‘변태공생’(Metabiosis)은 더 간접적인 편리공생의 종류로, 어떤 종류의 시체 등 다른 생물이 이용하는 관계를 말한다. 예를 들어, 고둥의 껍질을 이용하는 소라게 등을 들 수 있다.
예를 들어, 착생 식물이 나무에 붙어 생활하는 것으로, 숙주 나무가 착생 식물의 잎으로 덮여 광합성을 방해받는 것 또한 있을 수 있다. 그러면 착생 식물은 기생 식물에 대해 "영양을 뺏는 도적"이라고 할 수 있다. 이 경우 이 관계는 편해공생이라고 할 수 있다.
마찬가지로 파리에 붙어 이동하는 진드기는 파리의 비행에 방해가 된다고 할 수 있다. 진드기에 의해 파리가 비행하는데 여분의 에너지가 더 소비되면 이것도 편해공생이라고 할 수 있다.

## 기생

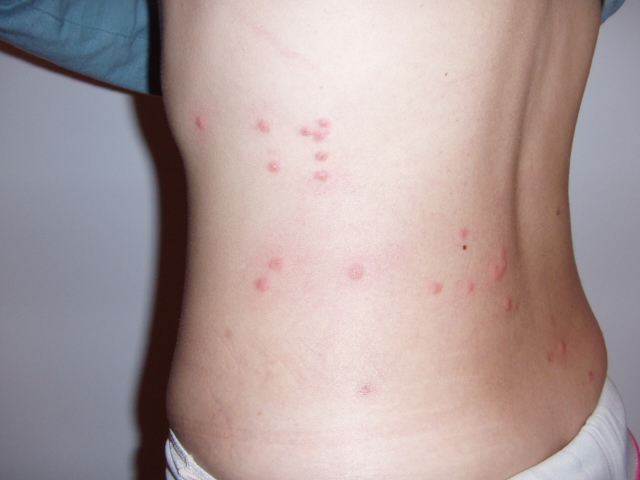
벼룩은 인간 등에 기생하며 산다.

회충이나 촌충과 같이 다른 동물의 몸 속에 살면서 양분을 섭취하는 동물을 '내부 기생충'이라고 한다. 이에 반해, 이나 벼룩과 같이 다른 동물의 몸표면에 살면서 영양분을 취하는 동물은 '외부 기생충'이라고 한다. 이와 같이 다른 동물에서 먹이를 얻고 있는 점에서 기생은 포식과 똑같은 생활 방법이라고 할 수 있다.
기생벌의 포식 기생의 경우는 포식과 기생을 엄밀하게 구별하기가 어렵다. 또한 이는 외부 기생충이지만, 벼룩류는 보통 숙주에 의존하는 정도가 낮아서 숙주 주위를 돌아다니는 일조차 있다. 피를 빨아먹을 때만 숙주에게 다가가는 빈대·등에·모기 등도 기생충인지 포식충인지를 구별하기가 어렵다. 그러나 일반적으로 포식하는 동물(포식자)이 포식당하는 동물(피식자)보다 대형이거나 적어도 같은 정도의 크기인 데 비하여, 기생의 경우에는 숙주에 비하여 기생충 쪽이 훨씬 작다.
또 일반적으로 포식의 경우는 포식자가 먹이인 피식자를 죽여버리는 데 반해, 기생의 경우는 기생충의 작용에 의하여 숙주가 병에 걸려 죽는 일도 많으나, 기생 그 자체가 직접적으로 숙주의 죽음을 가져오는 것은 아니다. 즉 포식은 자본(資本)을 먹고, 기생은 이자(利子)를 먹는 셈이다. 열대 지방의 박쥐에게 기생하는 박쥐이파리라는 파리가 있다. 이것의 암컷은 처음에는 보통의 파리인데 긴 주둥이로 박쥐의 피부를 뚫어 공간을 만들고 그 속으로 잠입하면 날개와 다리가 떨어지고 배가 부풀어 플라스크 모양의 자루와 같은 몸으로 변해 버리며, 그 몸은 뒤끝만이 밖으로 나와 있어 외부에서 보인다. 이렇게 하여 항문으로부터 성숙한 유충을 출산한다. 한편, 수컷은 보통의 파리 모양을 하고 있는 외부 기생충이다. 사무라이개미의 일개미 무리는 여름의 오후에 근처의 곰개미집으로 번데기를 약탈하러 가는데, 저항하는 곰개미는 큰 입으로 물어 죽인다. 그리하여 사무라이개미의 집에서 우화한 곰개미의 일개미는 사무라이개미를 위해 일하게 된다. 이와 같은 경우를 보통 '노예 사냥'이라고 말하는데 이것은 기생의 특수한 경우이다

## 같이 보기
- 생물 사이의 상호 작용
- 적대적 공생(hostile symbiosis)